# Gaita (muziek)
Gaita is een Spaanse benaming voor diverse muziekinstrumenten.
De term gaita kan betrekking hebben op:
- een doedelzak met geitenlederen blaasbalg, een of twee bourdons (brompijpen) met enkel rietblad en een melodiepijp met dubbel rietblad (vergelijk Gaida)
- een schalmei
- een draailier[bron?]